# José Félix Uriburu
José Félix Benito Uriburu Uriburu (Salta, 20 de julho 1868 – Paris, 29 de abril de 1932) foi um militar e Presidente da Argentina de 8 de Setembro de 1930 a 20 de Fevereiro de 1932.
Nascido na província argentina de Salta, era sobrinho do ex-presidente José Evaristo Uriburu. Liderou em 6 de setembro de 1930, o golpe militar contra o presidente Hipólito Yrigoyen, depondo-o e assumindo o governo da nação em 8 de setembro. Permaneceu no governo até 20 de fevereiro de 1932, quando adoeceu severamente. Morreu em Paris em 29 de abril daquele mesmo ano.

## Governo
Logo ao assumir o governo, decreta estado de sítio, lei marcial e censura à imprensa e dissolve o Congresso Nacional. Para consolidar o poder, cancela o regime democrático implantado nas universidades e intervém nas províncias de governo radical, exceto San Luis e Entre Rios que eram opositoras ao governo anterior. Para quitar as dívidas do país e diminuir o déficit, toma empréstimos junto a um consorcio estrangeiro de banqueiros. Cria a Junta de Abastecimento, realiza obras públicas viárias e de saneamento e funda a Academia Argentina de Letras.

### Crise
À medida em que a Revolução perde prestígio entre a população, seu governo passa a agir com mais rigor e os radicais voltam à ação, agitando a opinião pública. Em 1931 convoca eleições para governador, vice-governador e deputados para a província de Buenos Aires mas, contrariando as previsões, o radical Honorio Pueyrredón vence e a eleição é anulada.

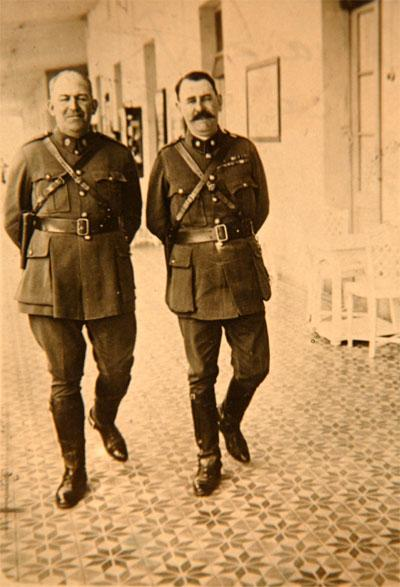
Justo e Uriburo

Com a renúncia da quase totalidade dos ministros, Uriburu convoca eleições presidenciais, porém enviando para o exílio o ex-presidente da UCR, Marcelo Torcuato de Alvear. Por este motivo, os radicais não participaram das eleições e isto facilitou o triunfo da recém criada coligação Concordancia, formada pelos partidos Democrata Nacional, Radical Antipersonalista (uma dissidência da UCR) e Socialista Independente, que lança a candidatura presidencial do militar Agustín Pedro Justo e seu vice, conhecido como Julio Argentino (cujo verdadeiro nome era Julio Pascual Roca Funes, filho do militar Julio Argentino Roca, que havia sido por duas vezes presidente da Argentina).
Agustín Pedro Justo assume o governo em 20 de fevereiro de 1932. Apesar de não ser o preferido de Uriburu, havia interesses britânicos e americanos para a volta da democracia ao país e isso levou a crer que Justo era o homem certo, uma vez que era apoiado pelos socialistas independentes, democratas de Córdoba e Buenos Aires, conservadores, bem como pelos radicais antipersonalistas de Entre Rios e San Juan. Uriburu, doente, embarca para a Europa e morre em Paris, em 29 de abril de 1932.